# Justin Hawkins
Justin David Hawkins (ur. 17 marca 1975 w Chertsey) – lider grupy Hot Leg, frontman The Darkness, zanim do niego dołączył grał w Vital Signs. Ukończył Huddersfield Technical College. Ma brata – Dana. Od 2005 roku prowadzi swój solowy projekt, British Whale.
Jego styl ukształtowały przede wszystkim zespoły tworzące klasycznego hard rocka i glam metal w latach 70. i 80. XX wieku, takich jak Van Halen, Led Zeppelin, Queen, Def Leppard, Whitesnake, Aerosmith czy AC/DC.
W 2006 roku piosenkarz został sklasyfikowany na 88. miejscu listy 100 najlepszych wokalistów wszech czasów według Hit Parader.

## Życiorys

### Wczesne lata
Urodził się w Chertsey w Surrey w Wielkiej Brytanii. Wkrótce wraz z rodziną przeniósł się do Suffolk w Lowestoft, gdzie dorastał wraz z młodszym bratem Danem (ur. 12 grudnia 1976) i siostrą. W młodym wieku nauczył się grać na gitarze i innych instrumentach muzycznych.
Uczęszczał do Kirkley High School, gdzie nakręcono program Rock School dla stacji Channel 4, jednakże wszystkie nawiązania do Hawkinsa i jego ówczesnego zespołu The Darkness zostały usunięte, pomimo iż muzyk wspierał szkołę wartymi tysiące funtów instrumentami muzycznymi. Przerwał naukę tam przed zdaniem 'A' Levels (odpowiednik polskiej matury). Następnie studiował Music Technology w Huddersfield Technical College.

### Kariera
Miłość Hawkinsa do muzyki rockowej urosła w siłę podczas gdy grał w heavymetalowym zespole The Commander (jako Justin „Turbo” Hawkins, wraz z Rico Mussonem, Shaggym Forleyem, Davidem „Growy” Owensem, Jimem Lee i Richardem „Breaky” Bedfordem).
Był solowym gitarzystą The Darkness, dopóki jego brat Dan nie zobaczył jego występu – interpretacji mimicznej do „Bohemian Rhapsody” zespołu Queen w The Swan, w Beccles, 31 grudnia 1999. Od tego czasu zaczęli używać potencjału Justina jako frontmana grupy, mimo że wciąż grał większość solówek gitarowych w zespole.
Debiutancki albumu Permission To Land (2003) sprzedano w ilości 1,5 miliona egzemplarzy w Wielkiej Brytanii.
W 2005 Justin rozpoczął solowy projekt British Whale. Debiutancki singiel, „This Town Ain't Big Enough for Both of Us”, cover hitu grupy Sparks z 1974 roku, wydany 15 sierpnia osiągnął 6 miejsce na liście przebojów UK Singles Chart. W 2006 Justin wydał drugi singiel, który dostępny był tylko do ściągnięcia z sieci. Był to nieoficjalny hymn na Puchar Świata, zatytułowany „England”.
W sierpniu 2006 ujawniono informację o uzależnieniu frontmana od alkoholu i narkotyków; informacja została potwierdzona przez managera zespołu The Darkness. 11 października 2006 ujawnił, że po sukcesie odniesionym w 2003 przez singiel „I Believe In A Thing Called Love”, w ciągu trzech lat wydał ponad £150,000 na kokainę. Kiedy zdał sobie sprawę, że nie ma już kontroli nad swoimi nałogami, poddał się kuracji odwykowej w renomowanej londyńskiej klinice The Priory.
W październiku 2006 Hawkins opuścił The Darkness i został zastąpiony na wokalach przez basistę Richiego Edwardsa.
Zaśpiewał także chórki do coveru grupy The Sweet, „Hell Raiser”, nagranego przez Def Leppard w 2006 na ich album Yeah!.
W 2007 był jednym z 6 kandydatów do reprezentowania Wielkiej Brytanii na konkursie Eurowizji w Helsinkach, śpiewając w duecie z Beverlei Brown. Wspólnie zaśpiewali napisaną przez Justina piosenkę „They Don’t Make 'Em Like They Used To”, ale nie wygrali eliminacji.
16 marca 2007 Justin Hawkins pojawił się w Comic Relief, transmitowanym podczas półgodzinnego programu Top Gear of the Pops. Wykonał tam piosenkę Billy Ocean, „Red Light Spells Danger”, wspólnie z prezenterami programu.
29 marca 2007 Justin stworzył nowy profil na portalu MySpace zawierający między innymi piosenki które miały pojawić się na jego solowym albumie zatytułowanym Panther. Były to utwory: „You Can't Hurt Me Anymore”, „I've Met Jesus” i „Whichever”. 12 maja Justin dodał kolejną piosenkę „Gay In The 80's”, która również miała pojawić się na tym albumie. 13 lipca wszystkie piosenki zostały usunięte, a na ich miejscu pojawiło się zdanie: Będziecie musieli poczekać (angielski oryginał: You'll Just Have to Wait). Hawkins ogłosił także, że uczestniczył w nagraniu dwóch albumów grupy Magnet Watch, zatytułowanych Nude Horizon i Party Party Time Time.
8 listopada 2007 o 3:00 nad ranem Justin umieścił na MySpace blog zawierający linki do organizacji Do the Green Thing, dla której skomponował utwór „Do It In The Dark”, który był podkładem muzycznym do krótkiego filmiku który zachęcałby ludzi do wyłączania światła i urządzeń elektrycznych i oszczędzania energii. Piosenka została wydana jako singiel, ale jest też dostępna do ściągnięcia za darmo.
W 2008 Justin, wspólnie z Pete’em Rinaldim, Samuelem SJ Stokesem i Darbym Toddem założył zespół Hot Leg, który supportował amerykańskie zespoły Alter Bridge i Extreme podczas ich tras koncertowych po Wielkiej Brytanii. Zespół 20 października 2008 wydał pierwszy singiel, „Trojan Guitar”, zwiastujący płytę Red Light Fever, która pojawiła się na sklepowych półkach w styczniu 2009 nakładem wytwórni Barbecue Rock Records. Premierę kolejnego singla zespołu, „I've Met Jesus” miała miejsce 15 grudnia 2008.
Hawkins użyczył swojego głosu i gry na gitarze dla „Kurtza”, wokalisty „bad guy band” Mantyz w serialu animowanym BBC Freefonix, którego premiera była 4 stycznia 2008. W filmie Telestar (2008), opowiadającym o życiu i karierze Joego Meeksa, wystąpił jako Screaming Lord Sutch u boku Kevina Spacey, Pam Ferris i Jamesa Cordena. Pojawił się też w Psychosis (2010) jako Josh z Charismą Carpenter.
Można było usłyszeć „Black Shuck” w komedii Szkoła rocka (2003), „Growing on Me” w komedii Jazda na maksa (2004), a „I Believe in a Thing Called Love” w Bridget Jones: W pogoni za rozumem (2004) i serialu Glee (2014).
W 2011 Hawkins wraz z członkami oryginalnego składu The Darkness wznowił działalność zespołu.
Stał się znany z noszenia kocich kombinezonów (catsuits) i kwiecistości. W październiku 2014 próbował sprzedawać swoje stare kombinezony w serwisie eBay.
27 maja 2015 ukazał się czwarty krążek w karierze The Darkness The Last Of Our Kind, który promował rysunkowy teledysk do singla "Barbarian".

## Życie prywatne
W latach studenckich (1995-97) był związany z Kathryn Biddle. Od 2000 roku spotykał się menadżerką Sue Whitehouse, którą poślubił w 2004 roku, mają córkę Charlotte. Związany był też z Jennifer Stephens (2003-2004) i Heleną Linder (2010). 18 października 2012 roku ożenił się z Sarah Hawkins.